# Comuna Mark
Mark (Marks kommun) este o comună din comitatul Västra Götalands län, Suedia, cu o populație de 33.753 locuitori (2013).

## Geografie

### Zone urbane
Lista celor mai mari zone urbane din comună (anul 2015) conform Biroului Central de Statistică al Suediei:
| Nr | Zona urbană | Pop.   |
| -- | ----------- | ------ |
| 1  | Kinna       | 15.019 |
| 2  | Fritsla     | 2.307  |
| 3  | Sätila      | 1.210  |
| 4  | Horred      | 1.203  |
| 5  | Hyssna      | 665    |
| 6  | Björketorp  | 514    |
| 7  | Rydal       | 415    |
| 8  | Torestorp   | 412    |
| 9  | Berghem     | 369    |
| 10 | Öxabäck     | 330    |

## Demografie
| \| Evoluția demografică în comuna Mark, 1970–2015 \| Evoluția demografică în comuna Mark, 1970–2015 \| Evoluția demografică în comuna Mark, 1970–2015 \| Evoluția demografică în comuna Mark, 1970–2015 \| Evoluția demografică în comuna Mark, 1970–2015 \| \| ----------------------------------------------------------------------------------------------------- \| ---------------------------------------------- \| ---------------------------------------------- \| ---------------------------------------------- \| ---------------------------------------------- \| \| An \| \| \| Locuitori \| \| \| 1970 \| 1970 \| \| 29000 \| 29000 \| \| 1975 \| 1975 \| \| 30217 \| 30217 \| \| 1980 \| 1980 \| \| 31418 \| 31418 \| \| 1985 \| 1985 \| \| 31708 \| 31708 \| \| 1990 \| 1990 \| \| 33070 \| 33070 \| \| 1995 \| 1995 \| \| 33583 \| 33583 \| \| 2000 \| 2000 \| \| 32951 \| 32951 \| \| 2005 \| 2005 \| \| 33494 \| 33494 \| \| 2010 \| 2010 \| \| 33845 \| 33845 \| \| 2015 \| 2015 \| \| 33906 \| 33906 \| \| Sursa: SCB - Statistika Centralbyrån, Folkmängd efter region, civilstånd, ålder och kön. År 1968–2016 \| \| \| \| \| |      |  |           |       |
| Evoluția demografică în comuna Mark, 1970–2015 |      |  |           |       |
| An |      |  | Locuitori |       |
| 1970 | 1970 |  | 29000     | 29000 |
| 1975 | 1975 |  | 30217     | 30217 |
| 1980 | 1980 |  | 31418     | 31418 |
| 1985 | 1985 |  | 31708     | 31708 |
| 1990 | 1990 |  | 33070     | 33070 |
| 1995 | 1995 |  | 33583     | 33583 |
| 2000 | 2000 |  | 32951     | 32951 |
| 2005 | 2005 |  | 33494     | 33494 |
| 2010 | 2010 |  | 33845     | 33845 |
| 2015 | 2015 |  | 33906     | 33906 |
| Sursa: SCB - Statistika Centralbyrån, Folkmängd efter region, civilstånd, ålder och kön. År 1968–2016 |      |  |           |       |